# Стрес-мінерали
Стрес-мінерали (рос. стресс-минералы, англ. stress-minerals, нім. Stressminerale n pl) — мінерали, які виникають при однобічному тиску (стресі). За А.Харкером до стрес-мінералів відносять такі мінерали, поле стійкості яких на Р-Т-діаграмі при дії стресу розширюється або виникає знову. Обрис цих мінералів характеризується переважним розвитком в якомусь одному напрямі (лускуваті, таблитчасті, листуваті, волокнисті). До них належать слюди, хлорити, дистен, амфіболи, альбіт, епідот, цоїзит, ставроліт, тальк, хлоритоїд та ін.